# Napa Valley Challenger
Il Napa Valley Challenger è stato un torneo professionistico di tennis giocato su campi in cemento. Faceva parte dell'ATP Challenger Tour. Si giocava al Napa Valley Country Club di Napa negli Stati Uniti. Si sono tenute le sole edizioni del 2013 e del 2014.

## Albo d'oro

### Singolare
| Anno | Campione     | Finalista     | Punteggio     |
| ---- | ------------ | ------------- | ------------- |
| 2014 | Sam Querrey  | Tim Smyczek   | 6–3, 6–1      |
| 2013 | Donald Young | Matthew Ebden | 4–6, 6–4, 6–2 |

### Doppio
| Anno | Campioni                          | Finalisti                 | Punteggio   |
| ---- | --------------------------------- | ------------------------- | ----------- |
| 2014 | Peter Polansky Adil Shamasdin     | Bradley Klahn Tim Smyczek | 7–6(0), 6–1 |
| 2013 | Bobby Reynolds John-Patrick Smith | Steve Johnson Tim Smyczek | 6–4, 7–6(2) |